# Ундації
Ундації (рос. ундации, англ. undations, нім. Undation f) — хвильові вигини земної кори, що охоплюють великі площі і супроводжуються утворенням великих западин і піднять, а також трансгресії і регресії моря. За Штілле (Stille, 1913, 1924), У. утворюються дуже повільно і можуть бути віднесені до процесів епейрогенезу. Ван Беммелен, 1933, 1956, 1965, 1966) поклав уявлення про У. в основу теорії тектогенезу. Виділяють 5 класів ундацій :
- Мегаундації (Розмір поперечника, 10000 км; Нижня мантія; наприклад, Мегаундації Індійського та інш. «нових» океанів),
- Геоундації (1000 км, астеносфера, Геосинкліналі типу Тетіса, Бермудської гряди),
- Мезоундації (100 км, Нижня тектоносфера, Інтрагеосинклінальні гірські ланцюги, острівні дуги),
- Малі ундації (10 км, Земна кора, Гнейсові куполи Фінляндії, Зондський купол на о. Ява),
- Локальні ундації (1 км, Верхня тектоносфера, Соляні і осадові діапіри з синкліналями).